# Hilara khola
Hilara khola är en tvåvingeart som beskrevs av Smith 1965. Hilara khola ingår i släktet Hilara och familjen dansflugor.
Artens utbredningsområde är Nepal. Inga underarter finns listade i Catalogue of Life.